# DayZ (mod)
DayZ es un premiado mod del 2012, multijugador masivo en línea de género Horror de supervivencia y mundo abierto, diseñado por Dean Hall para el Videojuego de disparos táctico del 2009 ARMA 2 y su pack de expansión del 2010, ARMA 2: Operation Arrowhead. El mod coloca al jugador en el  estado postsoviético ficticio de Chernarus, donde un virus desconocido ha convertido a la mayor parte de la población en  zombis, violentos muertos vivientes. Como superviviente y con recursos muy limitados, el jugador debe explorar el mundo en busca de comida, agua, armas y medicamentos, mientras mata o esquiva a los zombis y al resto de supervivientes, con los que también podrá cooperar en un intento de sobrevivir al apocalipsis zombi.
DayZ ha sido ampliamente elogiado en los medios de videojuegos por sus innovadores diseños, con Kotaku y Eurogamer describiéndolo como posiblemente el mejor juego de zombis jamás hecho, PC Gamer definiéndolo como una de las mejores cosas que le ha pasado al mundo de los videojuegos en PC en 2012 así como uno de los cinco juegos más terroríficos de la historia, y PC PowerPlay otorgándole su premio Mejor Videojuego del Año y colocándolo en el ranking como el quinto mejor juego de PC de la historia. El mod alcanzó el millón de jugadores en sus primeros cuatro meses el 6 de agosto de 2012, con cientos de miles de personas adquiriendo el videojuego ARMA 2 solo para poder jugarlo.
El mod DayZ se mantiene en continuo desarrollo por su comunidad, mientras el videojuego independiente está siendo desarrollado por Dean Hall y los creadores de ARMA 2, Bohemia Interactive.

## Jugabilidad
DayZ trata de retratar un escenario realista en su forma de juego, con un entorno que cause diferentes efectos en el jugador. El personaje puede sufrir fracturas por daños en sus piernas, entrar en shock debido a heridas de bala o morderduras de zombis, sufrir infecciones a causa los zombis o jugadores enfermos, o incluso desmayarse debido a una presión sanguínea demasiado baja. La sed y el hambre también deberán mantenerse bajo control, buscando sustento tanto en ciudades como fuera de ellas, donde el calor corporal jugará un papel clave en la supervivencia del personaje. El juego se centra en sobrevivir y en los elementos humanos de un apocalipsis zombi obligando al jugador a apreciar las necesidades básicas como beber, comer o tener un refugio. Esta mecánica obliga al jugador a centrarse en objetivos inmediatos antes de poder considerar estrategias a largo plazo.
DayZ ha sido elogiado por su nivel de jugabilidad emergente. Russel Brandom, autor de BuzzFeed, señaló que el mod había creado al primer fotoperiodista en un MMORPG, creando artículos que no solo hablan del mundo del juego, sino que hacen periodismo desde su interior. Brandom explicó que DayZ es un ejemplo único de MMORPG dando a sus jugadores la libertad de herirse o asesinarse entre ellos, sin añadir restricciones al cómo o por qué deben hacerlo, citando a otro jugador que lo describió como "la historia de las personas". El mod ha sido comparado por Kotaku a The Walking Dead y a cómo se centra en las relaciones entre los personajes cuando son enfrentados a situaciones desesperadas. Los jugadores en DayZ son obligados a enfrentarse a dilemas de manera similar a los personajes de la serie o el cómic de The Walking Dead.
Se ha hablado de que DayZ otorga cierta visión de las motivaciones y comportamientos de las personas cuando se enfrentan a situaciones reales de crisis, reflejando experimentos controlados de una naturaleza similar. Sin embargo, ciertos críticos de esta teoría argumentan que los participantes no reaccionan como si estuvieran en un mundo real en el que su vida está siendo realmente amenazada. A pesar de que el juego está predispuesto para la competición hostil e interesada, muchos jugadores entran al mismo con sus propias prioridades y percepciones. Estos variados enfoques y experiencias dentro del juego sugieren que incluso en un sistema en el que teóricamente debería promoverse el comportamiento racional, la gente actúa de manera inesperada. Se ha sugerido que esto disipa la idea de que el caos es una característica objetiva y definida del sistema, sino que es lo que los jugadores hacen de él.

## Desarrollo
Dean Hall creó el concepto siendo un soldado del ejército neozelandés; como propuesta para entrenar soldados exponiéndolos a situaciones que provocarían emociones y procesos mentales relevantes. Ha declarado que se inspiró en sus experiencias en el entrenamiento en la selva durante un intercambio con las Fuerzas Armadas de Singapur en Brunéi, donde fue gravemente herido en un ejercicio de habilidades de supervivencia. Hall afirmó que lo que soportó entonces afectó directamente al desarrollo de DayZ, y a la creación de inmersión obligando al jugador a experimentar la emoción y la tensión como parte del juego.
Hall cree que el inmediato y rápido éxito del mod se debe en gran medida a los medios sociales y al deseo de los consumidores de juegos que realmente proporcionaran un desafío significativo. Hall ha descrito el mod como una especie de "anti-juego" ya que rompió con lo que él sentía que eran las reglas básicas del diseño de videojuegos, como el equilibrio o no frustrar a los usuarios.
A pesar de requerir instalación manual en un principio, DayZ ahora utiliza dos programas de terceros llamados Six Updater Suite y DayZ Commander para facilitar su instalación. El 7 de agosto de 2012 Dean Hall anunció en el blog de desarrollo del juego que el mod se convertiría en un videojuego independiente, con Bohemia Interactive desarrollándolo, y con él como director del proyecto. El 29 de octubre de 2012, el desarrollo del mod pasó oficialmente a manos de una gran comunidad, principalmente por el esfuerzo del lanzamiento de la versión 1.7.3.

## Recepción
DayZ adquirió un gran número de usuarios desde un principio, debido a su jugabilidad única. En agosto de 2012, tres meses después de su lanzamiento, el mod había registrado más de un millón de usuarios únicos. IGN lo llamó uno de los juegos de PC más populares del mundo "ahora mismo" cuatro años después de su lanzamiento. En los dos meses posteriores a la salida del mod, el videojuego ARMA 2 vendió más de 300.000 copias, colocando a este título de tres años en las listas de éxito de ventas de Steam durante 7 semanas, gran parte de ellas como el juevo más vendido.
Marek Španěl, CEO del desarrollador de ARMA 2, Bohemia Interactive, dijo que el mod era la razón directa de las ventas del juego y lo aplaudió por su experiencia adictiva y emocionante, afirmando que podría presentarse como una experiencia de juego independiente. El mod fue también elogiado por desarrolladores de videojuegos ajenos a ARMA 2. Kristoffer Touborg, de CCP (EVE-Online) dijo que era el mejor juego que había jugado en muchos meses y lo llamó particularmente innovador siendo un videojuego de disparos en primera persona, que él considera uno de los géneros menos innovadores.

### Recepción de los medios
El mod recibió la extensa aclamación de los medios. Edge llamó a DayZ el mod del año. Quitin Smith de Wired UK que podría ser el juego más terrorífico de 2012, y Jim Rossignol de Rock Paper Shotgun lo definió como el mejor juego al que había jugado en todo el 2012. PC PowerPlay y PC Gamer afirmaron que DayZ sería lo más importante que pudiera pasar a los juegos de PC en 2012 y este último lo incluyó en su lista de los cinco juegos de PC más terroríficos de todos los tiempos.  Metro lo describió como uno de los mejores juegos salidos del modding de PC y una de las más impresionantes experiencias existentes en el sistema, y Eurogamer como el mejor juego de zombis que jamás se había hecho, al igual que Kotaku.
- Datos: Q391616